# Лисовский, Николай Яковлевич
Николай Яковлевич Лисовский (1856—1919) — русский военачальник, генерал-лейтенант. Участник похода в Китай 1900—1901 годов, русско-японской войны 1904—1905 годов, первой мировой и гражданской войн.

## Биография
Образование получил в Нижегородском графа Аракчеева кадетском корпусе (1873).
В службу вступил 27.08.1873. Окончил Николаевское инженерное училище (1876). Выпущен Прапорщиком (10.08.1876) в 5-й саперный батальон. Подпоручик (ст. 13.07.1877). Поручик (ст. 06.08.1880). Штабс-Капитан (ст. 23.07.1885).
Окончил Николаевскую академию генерального штаба (1890; по 1-му разряду). Капитан (13.05.1890). Состоял при Виленском ВО. Состоял для поручений при штабе 16-го армейского корпуса (26.11.1890-17.03.1894). Цензовое командование ротой отбывал в 163-м пехотном Ленкоранско-Нашебургском полку (29.11.1891-19.10.1892). Состоял в прикомандировании к Ставропольскому казачьему юнкерскому училищу для преподавания военных наук (17.03.1894-21.06.1895). Подполковник (17.04.1894). Состоял для поручений при штабе Кавказского армейского корпуса (21.06.1895-24.07.1896). Штаб-офицер при управлении 2-й Восточно-Сибирской линейной бригады (24.07.1896-28.10.1902). Полковник (05.04.1898). Цензовое командование батальоном отбывал в 5-м Восточно-Сибирском стрелковом полку (01.05.-12.06.1900).
Участник похода в Китай 1900—1901 гг.
Штаб-офицер при управлении 51-й пехотной резервной бригады (28.10.1902-24.12.1903). Состоял в распоряжении Наместника на Дальнем Востоке (24.12.1903-31.01.1904).
Участник русско-японской войны 1904-05. Командир 33-го Восточно-Сибирского стрелкового полка (31.01.-05.10.1904). Генерал-майор (02.06.1904; за боевые отличия). Командир 2-й бригады 54-й пехотной дивизии (05.10.1904-29.07.1905). Был ранен. Начальник штаба 2-го Сибирского армейского корпуса (29.07.1905-16.11.1911).
Генерал-лейтенант (16.11.1911; за отличие). Начальник 10-й Сибирской стрелковой дивизии (с 16.11.1911), с которой вступил в мировую войну.
За бои 13-17.02.1915 награждён орденом Св. Георгия 4-й степени (25.03.1915). С 28.04.1915 командир находящегося на стадии формирования 36-го армейского корпуса. На фронт с корпусом так и не попал, так как уже 08.05.1915 получил 2-й Сибирский армейский корпус 12-й армии. 03.06.1915 получил 37-й армейский корпус той же армии и, наконец, 16.09.1915 — 29-й армейский корпус 3-й армии. На 10.07.1916 в том же чине и должности.
После Февральской революции был отчислен от должности и 15.04.1917 назначен в резерв чинов при штабе Одесского ВО. Выборный командующий 5-й армией в апреле-мае 1918 года. Участник Белого движения на юге России в составе Добровольческой армии и ВСЮР. Состоял в проверочной комиссии тыловых учреждений военного ведомства (с 04.11.1919). Умер от тифа в Ростове.

## Награды
- орден Св. Станислава 3-й степени (1892)
- орден Св. Владимира 4-й степени с мечами и бантом (1901)
- орден Св. Станислава 2-й степени с мечами (1901)
- орден Св. Владимира 3-й степени с мечами (1905)
- орден Св. Станислава 1-й степени с мечами (1905)
- орден Св. Анны 1-й степени (06.12.1910)
- орден Св. Владимира 2-й степени с мечами
- орден Св. Георгия 4-й степени (25.03.1915)
- Золотое оружие (18.08.1901)